# Plaines côtières du Chili

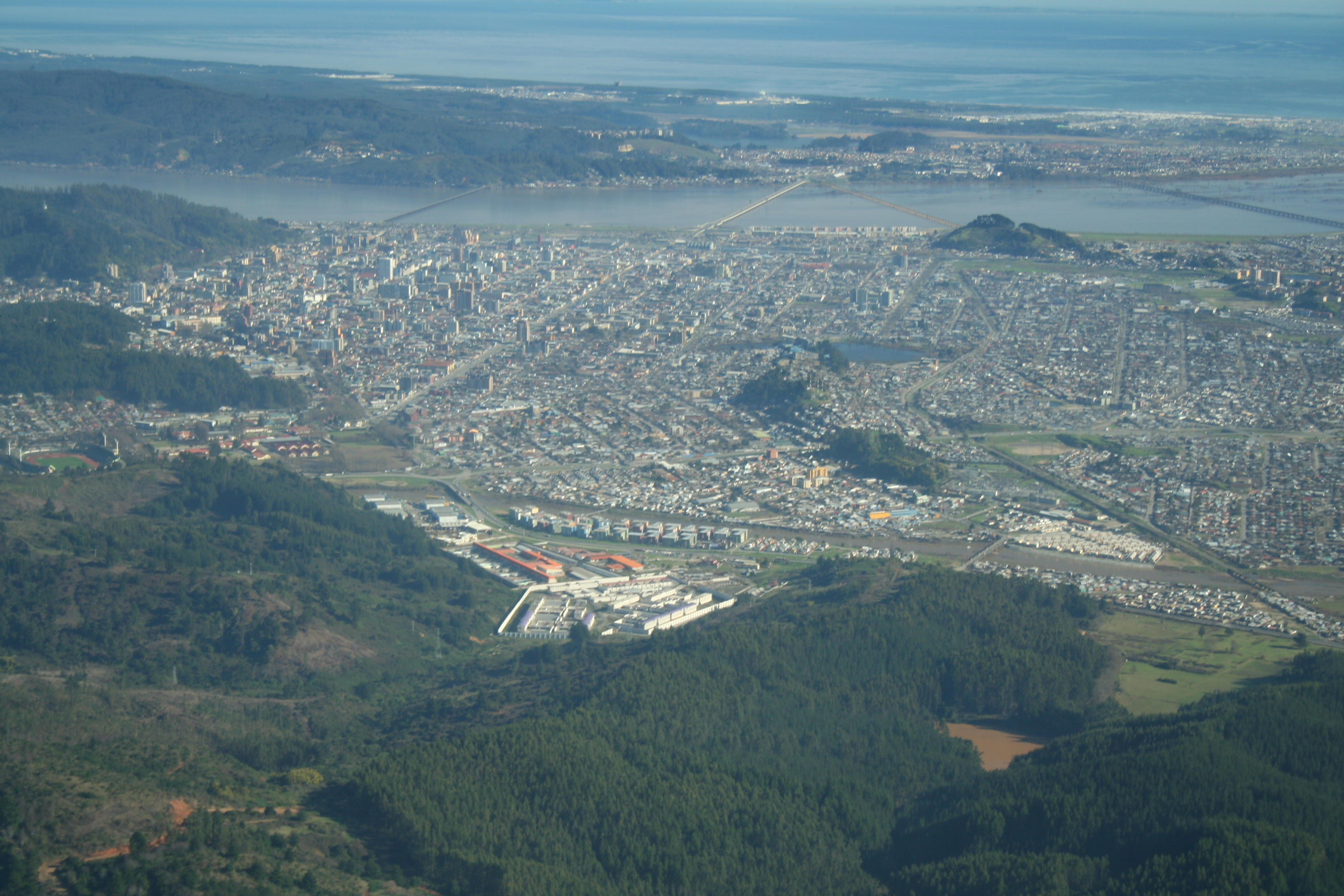
La Valle de la Mocha, sur laquelle la ville de Concepción est située, est une plaine côtière.

Les plaines côtières du Chili (en espagnol : Planicies litorales) sont une série de plaines côtières discontinues que l’on trouve sur une grande partie du Chili. Avec la chaîne côtière chilienne, la vallée centrale chilienne et la Cordillère des Andes proprement dite, les plaines côtières sont l’une des principales unités paysagères du Chili. Dans les régions de Coquimbo et de Valparaíso, ces plaines sont d’origine fluviale ou marine, et parfois d’origine fluviale et marine combinée.